# 三遊亭栄豊満
三遊亭 栄豊満（さんゆうてい えいとまん、1991年3月5日 - ）は、五代目圓楽一門会所属の落語家。本名∶竹内 雅人。

## 経歴
- 2015年2月∶三遊亭栄楽に入門。
- 2018年11月∶二ツ目昇進。

## 人物
愛知県半田市出身。名城大学附属高等学校を経て、皇學館大学文学部神道学科を卒業。神社の神職資格と博物館学芸員資格を持っている。
2024年より、愛知県津島市に本拠拠点を置く浅井薬局のアンバサダーを務める。

### 趣味
- マンガ
- アニメ
- ゲーム
- ロードバイク
- 妖怪
- 中島みゆき
- 遊戯王OCG
- プリキュア